# Ideopsis sequana
Ideopsis sequana är en fjärilsart som beskrevs av Hans Fruhstorfer 1910. Ideopsis sequana ingår i släktet Ideopsis och familjen praktfjärilar. Inga underarter finns listade i Catalogue of Life.